# Daniel Hejdánek
Daniel Hejdánek (5. května 1976 – 5. prosince 1992 Pardubice) byl český student středního odborného učiliště, hlásící se k hnutí skinheads. Ve věku šestnácti let byl smrtelně postřelen z domu obývaného Romy při pokusu skupiny dvaceti extremistů o etnicky motivovaný útok na romskou komunitu v Hlaváčově ulici v Pardubicích. Pachatel činu nebyl vypátrán.
Ve věci smrti Daniela Hejdánka byl 12. února 1998 interpelován republikánským poslancem Martinem Smetanou ministr Tošovského vlády Vladimír Mlynář.
Úmysl usmrtit oběť nebyl nikdy prokázán, jelikož se útočníka nikdy nepodařilo vypátrat. Radikálně pravicovými skupinami je případ přesto řazen mezi rasově motivované vraždy. Vidí v něm důkaz neschopnosti a nedostatku vůle státního aparátu potlačovat romskou kriminalitu.
Československá anarchistická federace a iniciativa Mládež proti rasismu označují událost, kterou provázela střelba, za pokus o pogrom na Romy. Neonacisté se podle nich snaží získat politické body hraním na strunu v majoritě hluboko zakořeněného protiromského rasismu, protože pochopili, že neonacistickými symboly, protižidovskou rétorikou a uctíváním Třetí říše sympatie veřejnosti nezískají. Mezi takové akce podle nich patří např. „pietní“ pochody.
Na místě střelby se na den 5. 12. 2009, v který radikálové již několik let svolávají pietní pochod k této události, objevila pamětní deska obsahující, podobně jako hroby příslušníků SS, runy. Ta byla šetřena policií kvůli možné propagaci nacismu a vzápětí byla na náklady pardubické radnice odstraněna.